# 第二次代戈之戰
第二次代戈之戰發生於1796年4月14日至15日，是法國大革命戰爭義大利戰場中的一場戰役，由拿破崙·波拿巴將軍率領的法軍與和歐仁-紀堯姆·阿讓多伯爵率領的奧地利-薩丁聯軍交戰。法軍在薩丁尼亞王國代戈村附近獲勝。

## 註腳
1. ↑  Smith, p 112. All strengths are from Smith.
2. ↑  Smith, p 112. All losses are from Smith.